# Jacques Le Moyne de Morgues

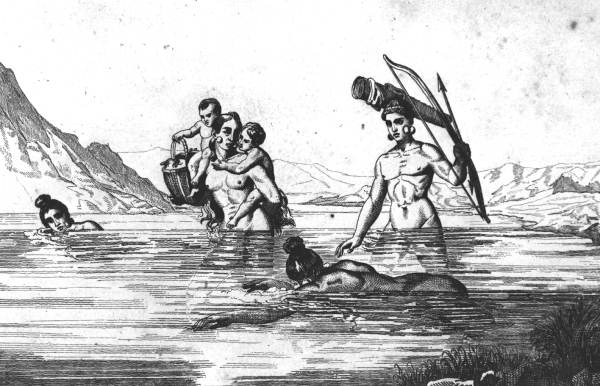
Indiańskie kobiety łowiące ryby, ok. 1562

Jacques Le Moyne de Morgues (ur. ok. 1533, zm. ok. 1588) – francuski podróżnik, malarz-akwarelista i grafik biorący udział w kolonizacji Florydy.

## Życiorys
Był uczestnikiem francuskiej ekspedycji kolonizacyjnej w Ameryce Północnej dowodzonej przez René Goulaine’a de Laudonnière’a, któremu w roku 1564 pomógł założyć osadę Fort Caroline w granicach dzisiejszego Jacksonville na Florydzie. Przez następne 15 miesięcy dokonał wielkiego dzieła rysując i malując Indian, zwierzęta i rośliny północnej Florydy.
Le Moyne był jednym z tych, którzy przeżyli masakrę, jakiej we wrześniu 1565 roku dokonali w Fort Caroline Hiszpanie pod wodzą Pedro Menéndeza de Avilésa. Wraz z innymi niedobitkami zdołał zbiec i ukryć się w lesie na wybrzeżu, skąd później zabrał ich i uratował angielski statek. Na pokładzie tegoż statku pożeglował do Anglii, gdzie osiadł na stałe.
W ciągu kilku miesięcy odtworzył sporządzone przez siebie w Ameryce szkice i akwarele, a na ich podstawie flamandzki rytownik Theodore de Bry wykonał serię drzeworytów, które ozdobiły historię kolonii Fort Caroline spisaną przez cieślę Nicholasa le Challeux. W Anglii prace Le Moyne'a zwróciły uwagę Humphreya Gilberta i jego przyrodniego brata Waltera Raleigha zaszczepiając w nich myśl o angielskiej kolonizacji ziem za Atlantykiem.
Był pierwszym europejskim artystą, który przedstawił w swych pracach obraz dzisiejszych kontynentalnych Stanów Zjednoczonych.